# Call of Duty 4: Modern Warfare (Nintendo DS)
Call of Duty 4: Modern Warfare — компьютерная игра в жанре шутер от первого лица, разработанная специально для портативной консоли Nintendo DS и отличающаяся от одноимённой игры, вышедшей к другим игровым системам. Релиз Call of Duty 4: Modern Warfare для DS состоялся в ноябре 2007 года.
Игра является первой из серии Call of Duty, выпущенной для Nintendo DS.
Несмотря на некоторые отличия, сюжет версии для DS разворачивается в то же время, что и в играх к другим платформам. Также в игре представлены многие элементы геймплея, характерные для серии Call of Duty.
DS-версия впервые была показана на E3 и Games Convention летом 2007 года. Call of Duty 4: Modern Warfare для DS была положительно воспринята общественностью; средний балл игры на агрегаторе GameRankings составляет 76 %, выявленный на основе 19 отзывов и продаж в США.

## Сюжет
В DS-версии у игрока есть возможность взять на себя роль нескольких солдат, которые являются членами британского подразделения Особая воздушная служба (сержант Патрик О’Нил), либо американскими морскими пехотинцами (сержант Закари Паркер). В отличие от других версий Call of Duty 4: Modern Warfare, в DS-издании игрок не может прямо повлиять на исход сюжета и практически напрямую не присутствует в военном конфликте. Вместо этого главные антагонисты игры (русский националист и его союзники), участвуют в различных диверсиях и рейдерстве.

## Геймплей
Call of Duty 4: Modern Warfare для DS во многом повторяет геймплей одноимённой игры для других систем. Однако в DS-версии активно используется сенсорный экран, предназначенный для взлома терминалов, обезвреживания бомб, просмотра карты и радара.
Действие Call of Duty 4: Modern Warfare разворачивается в России и Ближнем Востоке. В игре представлены двенадцать уровней в одниночной кампании, а также несколько многопользовательских режимов, включая Deathmatch, Team Deathmatch и захват флага. Мультиплеер поддерживает количество до четырёх игроков и поддерживает загружаемые карты.

## Создание
Разработка Call of Duty 4: Modern Warfare для Nintendo DS началась осенью 2006 года; созданием игры занималась компания N-Space. Впервые игра была показана E3 2007. По словам сотрудников Activision разработка игры была передана N-Space, поскольку по их мнению эта компания имеет «большой опыт создания игр для DS».
Музыка, как и для остальных игр серии, была написана известным композитором Майклом Джакинно. Непосредственное участие в создании саундтрека принимали также Гарри Грегсон-Уильямс и Стивен Бартон.

## Отзывы
| Сводный рейтинг       | Сводный рейтинг |
| Агрегатор             | Оценка          |
| --------------------- | --------------- |
| GameRankings          | 75,81 %         |
| Metacritic            | 75 %            |
| Иноязычные издания    |                 |
| Издание               | Оценка          |
| 1UP.com               | B+              |
| Eurogamer             | 6 из 10         |
| GamePro               | [ 15 ]          |
| GameSpot              | 7,0 из 10       |
| GamesRadar+           | 6 из 10         |
| GameZone              | 7,7 из 10       |
| IGN                   | 7,8 из 10       |
| Nintendo World Report | 9,0 из 10       |
| ONM                   | 83 %            |
| GamesMaster           | 82 %            |
| NGamer                | 67 %            |

Версия для Nintendo DS получила положительные отзывы от игровых изданий, имея средний балл 76 % на основе 19 отзывов на GameRankings и 75 из 100 на основе 22 отзывов с пометкой «в целом благоприятные отзывы» по версии Metacritic.
IGN поставил DS-версии 7.8 из 10, хваля управление, звук, игровой процесс и мультиплеер. Обозревателем были раскритикованы нередкие зависания игры. GameSpot оценил Call of Duty 4: Modern Warfare для DS в 7.0 из 10, отметив хорошее качество графического исполнения.
DS-издание стало одним из самых продаваемых среди других версий Call of Duty 4: Modern Warfare.